# Schlichtroller
Der Schlichtroller (Diplogale hosei, Synonym Hemigale hosei) ist eine Raubtierart aus der Familie der Schleichkatzen (Viverridae). Er ist im nördlichen Borneo in Sarawak, Brunei und Sabah endemisch und zählt zu den seltensten und am wenigsten bekanntesten Vertretern seiner Familie.

## Merkmale
Er ähnelt dem nahe verwandten Bänderroller, ist aber im Gegensatz zu diesem nicht gemustert, sondern einfärbig braun oder schwärzlich gefärbt. Die Unterseite ist heller, meist gelbgrau oder rötlich. Die Füße und der Schwanz sind schwarz. Sein Körperbau ist schlank und langgestreckt, auffallend ist die spitze Schnauze. An den Seiten der Schnauze und ober- und unterhalb der Augen und auf den Wangen befinden sich einige weiße Flecke. Der Schwanz ist schwarz. Die Innenseiten von Vorder- und Hinterbeinen sind grau. Vorder- und Hinterpfoten haben fünf Zehen, die die teilweise durch Schwimmhäute miteinander verbunden sind. Schlichtroller erreichen eine Kopfrumpflänge von 47 bis 54 Zentimeter und eine Schwanzlänge von 30 bis 33,5 Zentimeter. Die Hinterfußlänge liegt bei 7,4 bis 8,1 Zentimeter und die Ohren sind etwa 3,6 cm lang. Die Vibrissen sind auffallend lang (mehr als 15 cm). Das Gewicht des Schlichtrollers beträgt 1 bis 3 kg. Der Nasenspiegel ist zweilappig, die Nasenlöcher öffnen zur Seite. Die Weibchen haben ein Zitzenpaar.
Die Zahnformel lautet: I3/3, C1/1, P 4/4, M 2/2.

## Lebensraum und Lebensweise

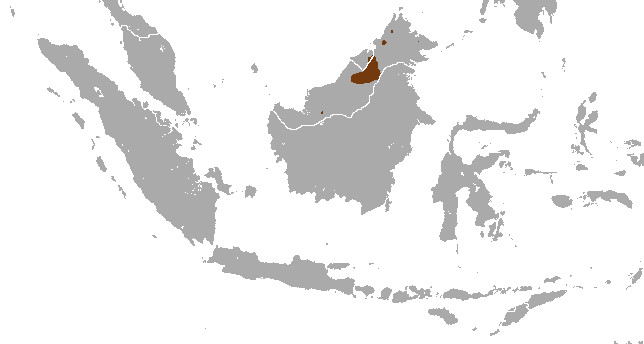
Verbreitungskarte des Schlichtrollers

Schlichtroller kommen in Primärregenwäldern und von breitblättrigen Pflanzyen dominierten Bergwäldern in Höhen von 450 bis 1700 Metern vor. Über die Lebensweise ist kaum etwas bekannt. Schlichtroller leben vermutlich vorwiegend am Boden und sind wahrscheinlich wie die meisten Schleichkatzen nachtaktiv. Aus dem Mageninhalt der gefundenen Exemplare schließt man, dass Würmer und Insekten den Hauptbestandteil der Nahrung bilden. Aus den Schwimmhäuten zwischen ihren Zehen wird geschlossen, dass sie in Gebirgsbächen auch nach Fröschen jagen. Über das Fortpflanzungsverhalten des Schlichtrollers ist nichts bekannt.

## Gefährdung
Bislang wurden nur wenige Exemplare dieses Tieres gefunden, sodass ihre gegenwärtige Populationsgröße und Gefährdungsgrad unbekannt sind. Der Schlichtroller kommt in wenigen Schutzgebieten vor, im Mount Kinabalu-Nationalpark und im Kinabatangan Wildlife Sanctuary in Sabah und im Ulu-Temburong-Nationalpark in Brunei. Die IUCN schätzt den Bestand der Art als gefährdet ein.

## Belege
1. 1 2 3 4  Don E. Wilson, Russell A. Mittermeier: Handbook of the Mammals of the World – Volume 1 Carnivores. Lynx Editions, 2009, ISBN 978-84-96553-49-1. Seite 232.
2. ↑  Diplogale hosei in der Roten Liste gefährdeter Arten der IUCN 2006. Eingestellt von: Mustelid Specialist Group, 1996. Abgerufen am 11. Mai 2006.